# Ilies Tagne
Pour les articles homonymes, voir Tagne (homonymes).
Ilies Tagne ou simplement Tagne, né le 13 juillet 1997 à Casablanca est un rappeur maroco-camerounais, actif dans le rap marocain.

## Biographie
Tagne est né en 1997 dans quartier de la médina Kedima, à Casablanca. Son père est un migrant camerounais tandis que sa mère est marocaine. Il commence à s'intéresser au rap en 2010. Tagne apprécie le rap américain et français et les considère comme sa source d'inspiration.
En 2020, il devient le premier rappeur marocain[style à revoir] à interpréter en darija marocaine sur PlanèteRap de SkyRock,.

## Discographie
- 2022: Ma colombe (Moroccan Remix) de Nej' (SOS (Chapitre 2))[7].
- 2020: Thellaw
- 2020: ROUTINE
- 2020: KIKI
- 2020: FLOUKA
- 2020: Hustler
- 2020: Fratello
- 2021: Omri Ana
- 2021: Layli
- 2021: Sebyan
- 2021: Youm Wara Youm
- 2021: Tchin Tchin
- 2021: Ok ok
- 2021: J'en ai marre
- 2021: Nadi Canadi